# فرودگاه محلی پریور فیلد
 فرودگاه محلی پریور فیلد (به انگلیسی: Pryor Field Regional Airport) یک فرودگاه همگانی بهره‌برداری هوایی با کد یاتا DCU است که یک باند فرود آسفالت دارد و طول باند آن ۱۸۶۱ متر است. این فرودگاه در کشور ایالات متحده آمریکا قرار دارد و در ارتفاع ۱۸۰ متری از سطح دریا واقع شده است.